# ツール・ド・フランス1928
ツール・ド・フランス1928は、ツール・ド・フランスとしては22回目の大会。1928年6月17日から7月15日まで、全22ステージ、全行程5375kmで行われた。

## 総合成績
| 順位 | 選手名                     | 国籍           | 時間            |
| ---- | -------------------------- | -------------- | --------------- |
| 1    | ニコラ・フランツ           | ルクセンブルク | 192時間48分58秒 |
| 2    | アンドレ・ルデュック       | フランス       | +50分07秒       |
| 3    | モリス・デワーレ           | ベルギー       | +56分16秒       |
| 4    | ジャン・メルテンス         | ベルギー       | +1時間19分18秒  |
| 5    | ジュリアン・ヴェルヴァック | ベルギー       | +1時間53分32秒  |
| 6    | アントナン・マーニュ       | フランス       | +2時間14分02秒  |
| 7    | ヴィクトール・フォンタン   | フランス       | +5時間07分47秒  |
| 8    | マルセル・ビド             | フランス       | +5時間18分28秒  |
| 9    | マルセル・ユオ             | フランス       | +5時間37分33秒  |
| 10   | ピエール・・マーニュ       | フランス       | +5時間41分20秒  |

### マイヨ・ジョーヌ保持者
| 選手名           | 国籍           | 首位区間 |
| ---------------- | -------------- | -------- |
| ニコラ・フランツ | ルクセンブルク | 全区間   |